# Arnold Schwartz
Arnold Bernhard Schwartz (11. marts 1901 - 24. december 1975) var en dansk roer fra Lolland.
Schwartz deltog i singlesculler ved OL 1928 i Amsterdam, første gang Danmark stillede op i roning ved OL. Han roede tre heats i konkurrencen. I første runde blev han besejret med 2,8 sekunder af ungareren Béla Szendey, inden han i det efterfølgende opsamlingsheat besejrede tyskeren Walter Flinsch med 3,2 sekunder. I 2. runde af konkurrencen tabte han med hele 19,6 sekunder til den senere guldvinder, australieren Henry Pearce, hvorefter han var ude af konkurrencen.
Schwartz vandt desuden en EM-bronzemedalje i singlesculler ved EM 1930 i Liège, Belgien.